# 窪田空穂
窪田 空穂（くぼた うつぼ、1877年（明治10年）6月8日 - 1967年（昭和42年）4月12日）は、日本の歌人・国文学者。日本芸術院会員。元早稲田大学教授。文化功労者。本名は窪田 通治。息子に、同じく歌人の窪田章一郎がいる。
草創期の「明星」に参加。浪漫傾向から自然主義文学に影響を受け、内省的な心情の機微を詠んだ。古典の評釈でも功績が大きい。詩歌集に『まひる野』(1905年)、歌集に『土を眺めて』(1918年)など。

## 経歴
長野県東筑摩郡和田村（現・松本市和田）生まれ。長野県尋常中学校（現長野県松本深志高等学校）から東京専門学校文学科に進学するも、一度中退。代用教員として働いていたときに校長の影響で作歌を始める。太田水穂と親交を持つようになり、和歌同好会「この花会」を結成。1899年に創設された東京新詩社に参加。1900年（明治33年）より、与謝野鉄幹選歌の「文庫」に小松原春子の女性名を用いて投稿をする。鉄幹から勧誘され「明星」にも参加。高村光太郎や水野葉舟らと親交を持った。しかし、鉄幹の壮士志向と晶子の奔放な恋愛の歌ともに共鳴することができず、一年後に退会している。その後、東京専門学校に復学して1904年に卒業。
1902年、吉江孤雁や中沢臨川らと同人雑誌「山比古」を創刊、1907年に小説を「文章世界」に発表。電報通信社（後の共同通信社）や雑誌の記者、文学雑誌の編集者となる。国木田独歩主宰の独歩社にも在籍し、その当時は吉岡信敬の連載の口述筆記を担当したり、独歩社の経営難を救うために臀肉事件の被疑者の獄中告白本を提案するなどの働きを見せていた。自然主義文学に多大な影響を受けるとともに、国文学への関心も深めた。
1914年に「國民文學（国民文学）」を創刊。1920年、朝日歌壇の選者、早稲田大学国文科講師に着任。後に教授を務める。1926年には「槻の木」を創刊。1942年、日本文学報国会理事。1943年、日本芸術院会員。1949年、窪田を含む日本芸術院会員9人が皇居に招かれ、午餐の御陪食を賜る。食後のお茶の席で歌人としての活動を語る。
1957年正月、宮中歌会始召人。1958年秋、文化功労者。
1967年4月12日、心臓衰弱のため東京都文京区目白台の自宅で死去。1968年、遺族から多額の寄付金が早稲田大学国文学会に寄せられ、窪田空穂賞が創設された。
歌集に『まひる野』、『土を眺めて』などがある。門下に松村英一、半田良平、尾山篤二郎、大岡博、武川忠一、稲森宗太郎、服部嘉香、丸山芳良などがいる。

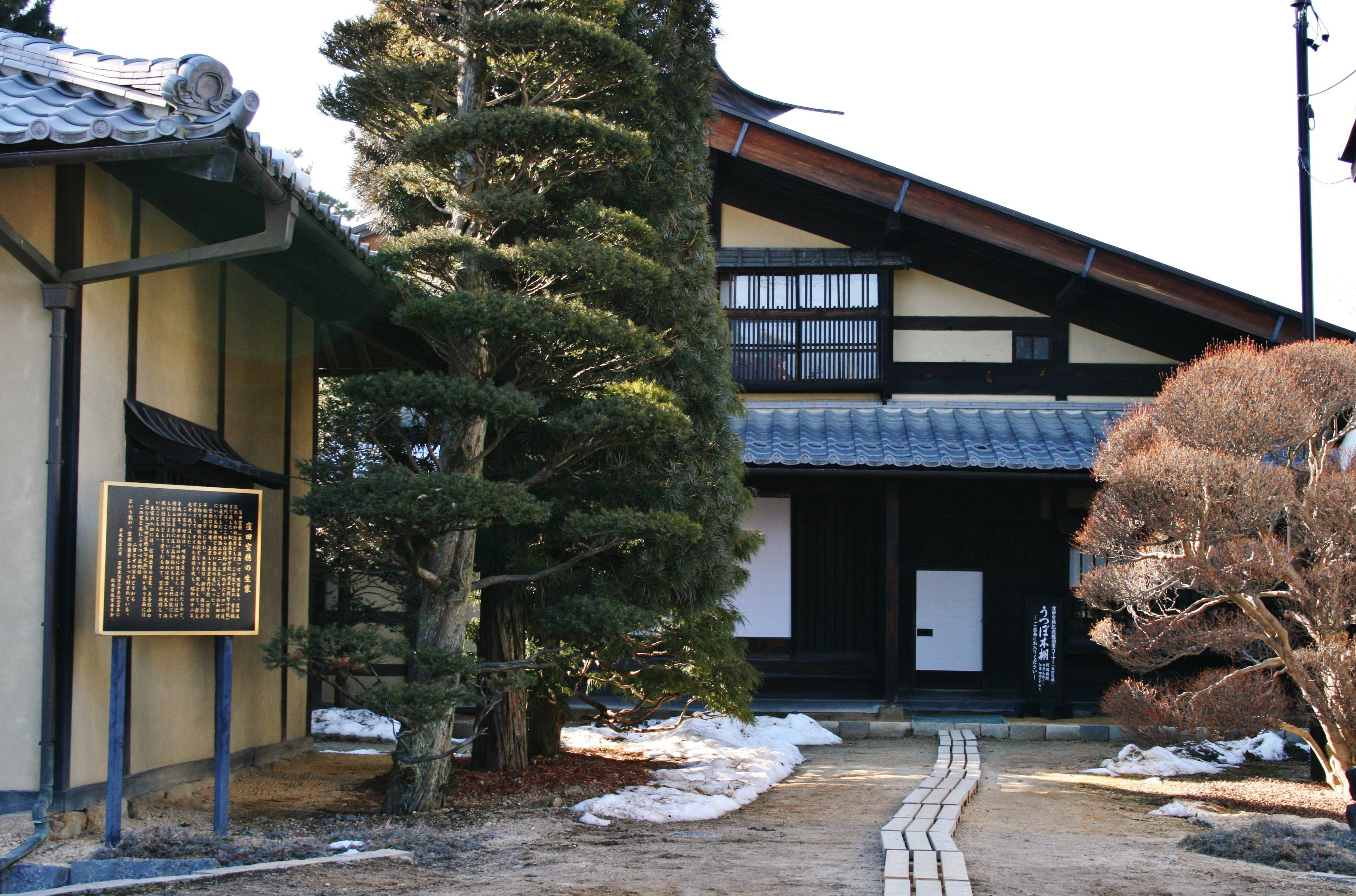
窪田空穂生家（長野県松本市）

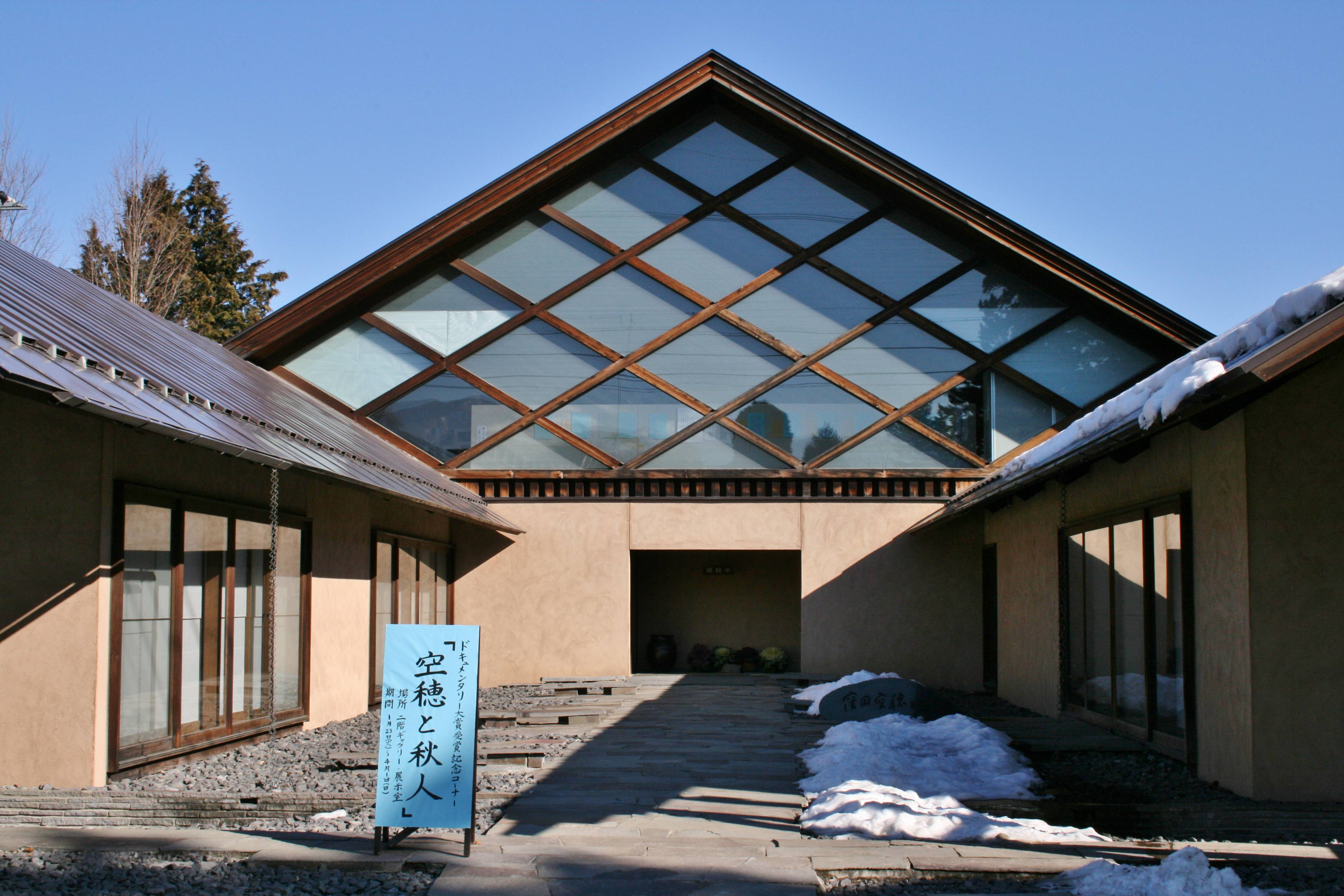
窪田空穂記念館（長野県松本市）

## 歌歴と評価
「明星」的ロマンティシズムから始まり、自然主義文学の潮流を短歌に導入した。30代以降は日常生活の些事を詠み続け、「境涯詠」と呼ばれるようになる。
近代歌人としては珍しく長歌を旺盛に作っている。青年時代は小説家を志していた経歴も合わせ、ストーリー・テラーとしての資質を大岡信は高く評価している。『さざれ水』所収の「円タクの助手」のように都市風景をユーモラスに描いた長歌もある。
終戦後には、ソビエト連邦のシベリア抑留で亡くなった次男・茂二郎を悼んで詠んだ「捕虜の死」という長歌がある（『冬木原』収録）。「シベリヤの涯（はて）なき曠野（こうや）イルクーツクチェレンホーボのバイカル湖越えたるあなた」と詠いだし「むごきかなあはれむごきかなかはゆき吾子」と締めくくった、史上最大の長歌でもある。

## 登山
1913年、37歳にして子供の頃に見上げて育った日本アルプスへ本格的な登山を行う。槍ヶ岳を目指すものの天候の悪化により断念。帰路、上高地の宿で偶然投宿していた高村光太郎ら文人と遭遇し談笑していたところ、隣室に投宿していたウォルター・ウェストンに「話声を遠慮してくれ」と注意されるエピソードがあった。このくだりは1916年の自署『日本アルプスへ』にて記述されている。この際に果たせなかった念願の槍ヶ岳登頂は、1922年、46歳の時に高村光太郎らと達成。その時の登山の様子は、1923年に出版された紀行集『日本アルプス縦走記』にてまとめられている。

## 著書

### 単著
- 『まひる野』鹿鳴社、1905年9月。
- 『新派 短歌評釈 附作法』玄黄社、1908年4月。NDLJP:873602。
- 『短歌作法』博文館〈通俗作文全書 第22編〉、1909年3月。NDLJP:873754。
- 『炉辺』村瀬書院、1911年2月。NDLJP:888713。
- 『空穂歌集』中興館、1912年4月。NDLJP:872886。
- 『評釈 伊勢物語』中興館書店〈国文評釈叢書 第1編〉、1912年6月。NDLJP:1088271。
- 『旅人』忠誠堂〈現代小品叢書 第5編〉、1913年9月。NDLJP:914844。
- 『源氏物語』実業之日本社〈世界名著物語 第12編〉、1915年1月。
  - 『源氏物語』（第3版）実業之日本社〈世界名著物語 第12編〉、1915年1月。NDLJP:948919。
- 『万葉集選』日月社〈詩歌叢書〉、1915年2月。NDLJP:985359。
- 『濁れる川』国民文学社・抒情詩社、1915年6月。NDLJP:914930。
- 『作歌問答』東雲堂、1915年11月。
- 『窪田空穂』抒情詩社〈傑作歌選 第3輯〉、1915年12月。NDLJP:905182。
- 『日本アルプスへ』天弦堂書房、1916年7月。NDLJP:955180。
- 『歌集 鳥声集』日東堂、1916年10月。NDLJP:911910。
  - 『歌集 鳥声集』（再版）紅玉堂書店、1921年5月。NDLJP:968360。
- 『枕草子評釈』日東堂、1916年11月。
- 『西行・景樹・守部』白日社出版部〈短歌講話叢書 第2編〉、1917年1月。NDLJP:956152。
- 『現代模範書翰文辞典』岡村書店、1917年2月。
- 『泉のほとり』東雲堂書店〈新歌集叢書〉、1918年4月。NDLJP:906180。
- 『歌の作りやう』越山堂書店、1918年4月。
- 『歌集 土を眺めて』国民文学社、1918年12月。NDLJP:907253。
- 『最新一万歌集』越山堂書店、1918年12月。
- 『新体書翰一ヶ年』博文館、1919年12月。NDLJP:947631。
- 『歌集 朴の葉』東雲堂書店、1920年2月。NDLJP:962922。
- 『歌集 青水沫』日本評論社出版部、1921年3月。NDLJP:968359。
- 『日本アルプス縦走記』摩雲巓書房、1923年7月。
- 『短歌随見』紅玉堂書店、1924年11月。
- 『紀貫之歌集』紅玉堂書店〈新釈和歌叢書 第14編〉、1925年10月。NDLJP:977366。
- 『自選歌集 槻の木』改造社、1925年12月。NDLJP:1018342。
- 『歌集 鏡葉』紅玉堂書店〈国民文学叢書 第6編〉、1926年3月。NDLJP:977214。
- 『短歌に入る道』金星堂、1926年6月。NDLJP:1019612。
- 『消灯前』不二書房、1926年10月。
- 『歌の作りやう 附作歌問答』紅玉堂書店、1927年6月。
- 『自選歌集 槻の木』改造社〈改造文庫 第2部 第63篇〉、1929年5月。NDLJP:1189808。
  - 『自選歌集 槻の木』（改版）改造社〈改造文庫 第2部 第63篇〉、1941年8月。NDLJP:1184225。
- 『青朽葉』神谷書院〈国民文学叢書 第16編〉、1929年8月。NDLJP:1171948。
- 『江戸時代名歌選釈』理想社出版部、1929年11月。NDLJP:1170667。
- 『新古今和歌集評釈』 上巻、東京堂、1932年11月。NDLJP:1151458。
- 『新古今和歌集評釈』 下巻、東京堂、1933年12月。
  - 『新古今和歌集評釈』 上巻、東京堂、1946年12月。NDLJP:1127642。
  - 『新古今和歌集評釈』 下巻、東京堂、1947年4月。NDLJP:1127662。
- 『作者別時代順新古今和歌集』中文館書店、1933年11月。
- 『歌話と随筆』一誠社、1933年11月。
- 『和歌入門の知識』非凡閣〈万有知識文庫 第25〉、1934年5月。NDLJP:1236838。
- 『さざれ水』改造社、1934年6月。NDLJP:1233431。
- 『歌集 鏡葉』改造社〈改造文庫 第2部 第244篇〉、1934年7月。NDLJP:1258795。
- 『日本アルプスへ・日本アルプス縦走記』郷土研究社、1934年11月。NDLJP:1235250。
- 『江戸時代名歌評釈』非凡閣〈和歌評釈選集〉、1935年4月。
- 『窪田空穂篇』改造社〈現代歌論歌話叢書〉、1935年4月。
- 『窪田空穂全歌集』非凡閣、1935年9月。
- 『柿本人麿』非凡閣〈作者別万葉集評釈 第2巻〉、1935年11月。
- 『歌集 土を眺めて』春陽堂書店〈春陽堂文庫 133〉、1936年9月。NDLJP:907253。
- 『新選窪田空穂集』新潮社〈新潮文庫 第190編〉、1936年9月。
- 『短歌に入る道』新潮社〈新潮文庫 第202編〉、1936年10月。
- 『空穂随筆』章華社、1936年11月。NDLJP:1224804。
- 『源氏物語』 上、非凡閣〈現代語訳国文学全集 第4巻〉、1936年11月。
- 『和歌入門』荻原星文館、1937年2月。NDLJP:1899458。
- 『窪田空穂篇』第一書房〈短歌文学全集〉、1937年2月。
- 『郷愁』書物展望社、1937年5月。NDLJP:1218581 NDLJP:1901773。
- 『随筆集 忘れぬ中に』砂子屋書房〈槻の木叢書 第3篇〉、1938年5月。
- 『西行法師』厚生閣〈歴代歌人研究 6〉、1938年5月。
- 『伊勢物語・落窪物語』非凡閣〈現代語訳国文学全集 第2巻〉、1938年8月。NDLJP:1114471。
- 『源氏物語』 下、非凡閣〈現代語訳国文学全集 第6巻〉、1938年10月。NDLJP:1114515。
- 『短歌作法』改造社〈改造文庫 第2部 第358篇〉、1938年11月。
- 『歌集 冬日ざし』砂子屋書房〈槻の木叢書 第8篇〉、1941年6月。
- 『日本アルプス紀行』二見書房、1941年10月。NDLJP:1212615。
- 『短歌をめぐりて』桃蹊書房、1941年11月。
- 『近世和歌研究』砂子屋書房、1941年12月。
- 『少国民の為の万葉集』正芽社〈正芽社少国民選書〉、1942年3月。
- 『短歌読本 柿本人麿』明正堂、1942年5月。
- 『愛国百人一首』開発社、1943年7月。
- 『中世和歌研究』砂子屋書房、1943年7月。
- 『農村の魂』日月書院、1943年11月。
- 『歌集 郷愁』八雲書林、1944年1月。NDLJP:1256278。
- 『歌集 明闇』青磁社、1945年2月。
- 『歌集 茜雲』西郊書房、1946年8月。
- 『平安朝文芸の精神』西郊書房、1946年12月。
  - 『平安朝文芸の精神』神野藤昭夫監修（復刻版）、クレス出版〈物語文学研究叢書 第22巻〉、1999年9月。
- 『風物歌選』日新書院、1947年6月。
- 『和泉式部』創元社〈百花文庫 27〉、1947年9月。
- 『短歌作法入門』鼎書房〈短歌文庫〉、1947年11月。
- 『渓音集』養徳社、1948年2月。
- 『窪田空穂集』新人社〈現代短歌文学選集〉、1948年2月。
- 『歌集 青朽葉』西郊書房〈日本定本詩集 第1〉、1948年2月。
- 『万葉集の批評と鑑賞』岩波書店、1948年5月。
- 『明日の短歌』竜行社、1948年7月。
- 『和歌入門の智識』文海堂、1949年4月。
- 『短歌に入る道』中根書房、1949年11月。
- 『近代名歌の鑑賞』修学書房、1949年12月。
- 『短歌のあゆみ』通信教育振興会〈教養の書〉、1949年12月。
- 『短歌の作り方』雄鶏社、1950年6月。
- 『与謝野晶子』雄鶏社〈短歌文学読本〉、1950年11月。
- 『冬木原』長谷川書房、1951年7月。
- 『窪田空穂全歌集』 上、中央公論社、1952年2月。
- 『窪田空穂全歌集』 下、中央公論社、1952年3月。
- 『古典文学論』創元社、1952年12月。
- 『芭蕉 不滅の俳聖』ポプラ社〈偉人伝文庫 66〉、1953年3月。
- 『短歌に入る道』社会思想研究会出版部〈現代教養文庫 89〉、1953年5月。
- 『窪田空穂歌集』新潮社〈新潮文庫 第528〉、1953年7月。
- 『卓上の灯』長谷川書房、1955年9月。
- 『伊勢物語評釈』東京堂出版、1955年9月。
- 『源氏物語』春秋社、1956年3月。
- 『万葉秀歌』 上、春秋社〈日本秀歌 1〉、1956年9月。
- 『万葉秀歌』 下、春秋社〈日本秀歌 2〉、1956年10月。
- 『歌集 丘陵地』春秋社、1957年6月。
- 『平安秀歌 前期』春秋社〈日本秀歌 3〉、1957年6月。
- 『歌集 老槻の下』春秋社、1960年9月。
- 『芭蕉の俳句』春秋社、1964年5月。
- 『信濃の歌』窪田空穂先生歌碑建設会、1964年8月。
- 『木草と共に』春秋社、1964年10月。
- 『窪田空穂歌集』武川忠一解説、角川書店〈角川文庫〉、1964年11月。
- 『源義経』金の星社〈新児童文学・名作シリーズ 1〉、1966年10月。
- 『窪田空穂最終歌集 清明の節』春秋社、1968年1月。
- 『芭蕉』ポプラ社〈世界伝記全集 22〉、1970年5月。
- 窪田章一郎、森伊左夫 編『窪田空穂全歌集』短歌新聞社、1981年12月。ISBN 9784803907223。
- 『歌集 鏡葉』短歌新聞社、1992年12月。ISBN 9784803906769。
- 『歌集 土を眺めて』短歌新聞社、1993年1月。ISBN 9784803906806。
- 『歌集 冬木原』短歌新聞社、1993年2月。ISBN 9784803906837。
- 窪田章一郎 編『窪田空穂百首』短歌新聞社、1993年12月。
- 大岡信 編『窪田空穂随筆集』岩波書店〈岩波文庫〉、1998年6月。ISBN 9784003115510。
- 『わが文学体験』岩波書店〈岩波文庫〉、1999年3月。ISBN 9784003115527。
- 大岡信 編『窪田空穂歌集』岩波書店〈岩波文庫〉、2000年4月。ISBN 9784003115534。
- 『窪田空穂歌文集』講談社〈講談社文芸文庫〉、2005年1月。ISBN 9784061983939。
- 『亡妻の記』角川学芸出版、2005年12月。ISBN 9784046519610。
- 『現代語訳 源氏物語』全四巻、作品社、2023年3月-9月。挿画梶田半古

### 編集
- 『註解 古今名歌新選』博文館、1912年5月。
- 『現代書翰文選』岡村書店、1934年2月。
- 『校註 新古今和歌集』東京武蔵野書院、1937年1月。NDLJP:1034492。
- 『校註 古今和歌集』東京武蔵野書院、1938年2月。NDLJP:1031921。
- 『校註 万葉・古今・新古今選』東京武蔵野書院、1940年12月。NDLJP:1106906。
- 『歌集 七人集』砂子屋書房〈槻の木叢書 第10篇〉、1941年7月。
- 『古典文学論』創元社、1952年12月。
- 『古典名歌集』河出書房〈日本国民文学全集 第8巻〉、1957年2月。

### 校訂・校註
- 『柳荒美談』 上編、押川春浪・窪田空穂校訂、村瀬書院、1911年3月。NDLJP:882279。
- 滝沢馬琴『南総里見八犬伝』 其1、押川春浪・窪田空穂校訂、村瀬書院、1911年4月。NDLJP:879362。
- 『古今集』窪田空穂・窪田章一郎校註、改造社〈改造文庫 第2部 第521篇〉、1943年7月。
- 『和泉式部集・小野小町集』窪田空穂校註、朝日新聞社〈日本古典全書〉、1958年10月。

### 共著
- 水野葉舟、窪田空穂『明暗』金曜社、1906年7月。NDLJP:874497。
- 田山花袋、小栗風葉 編『二十八人集』新潮社、1908年4月。
- 窪田空穂、近松秋江、島村抱月『奈良朝及平安朝文学講話・徳川時代文学講話・明治文学変遷史講話』早稲田文学社〈文学普及会講話叢書 第14編〉、1915年8月。NDLJP:948902。
- 窪田空穂、谷馨、都筑省吾『大伴家持 高橋虫麿』非凡閣〈作者別万葉集評釈 第5巻〉、1936年3月。
- 窪田空穂、窪田章一郎『短歌の作り方味ひ方』あかね書房〈あかね入門叢書 1〉、1950年1月。

### 共編
- 窪田空穂、松村英一 編『白露集 十月会歌集』文芸社、1907年9月。
- 窪田空穂・松村英一 編『徳川時代和歌の研究』立命館出版部、1932年11月。
- 窪田空穂、尾山篤二郎 編『作歌辞典』改造社〈短歌作法講座 第3巻〉、1936年9月。

### 作品集
窪田空穂著作集（PL出版社）
1. 『短歌作法 上』1951年12月。
2. 『短歌作法 下』1952年4月。
3. 『古典研究 上』1952年9月。
4. 『古典研究 中』1953年4月。
5. 『古典研究 下』1953年6月。
6. 『歌論歌話 上』1952年12月。
7. 『歌論歌話 中』1953年8月。
8. 『歌論歌話 下』1954年12月。
9. 『随筆紀行 上』1954年8月。
10. 『随筆紀行 中』1955年9月。
11. 『随筆紀行 下』1956年6月。
12. 『小説 上』1956年12月。
13. 『小説 下』1957年6月。

窪田空穂文学選集（春秋社）
1. 『思い出す人びと』1958年10月。
2. 『山岳紀行』1958年11月。
3. 『わが文学生活 1』1958年12月。
4. 『わが文学生活 2』1959年2月。
5. 『わが文学生活 3』1959年5月。
6. 『わが古典鑑賞 1』1959年7月。
7. 『わが古典鑑賞 2』1959年11月。
8. 『わが短歌論』1960年2月。

窪田空穂全集（角川書店）
1. 『歌集 1』1965年2月。
2. 『歌集 2』1965年7月。
3. 『歌集 3』1967年4月。
4. 『小説』1966年2月。
5. 『小説・随筆』1966年5月。
6. 『紀行・随筆』1965年6月。
7. 『歌論 1』1965年10月。
8. 『歌論 2』1965年5月。
9. 『古典文学論 1』1965年12月。
10. 『古典文学論 2』1966年3月。
11. 『近代文学論』1965年3月。
12. 『近代短歌論』1966年9月。
13. 『万葉集評釈 1』1966年1月。
14. 『万葉集評釈 2』1966年4月。
15. 『万葉集評釈 3』1966年6月。
16. 『万葉集評釈 4』1966年8月。
17. 『万葉集評釈 5』1966年11月。
18. 『万葉集評釈 6』1967年1月。
19. 『万葉集評釈 7』1967年3月。
20. 『古今和歌集評釈 1』1965年8月。
21. 『古今和歌集評釈 2』1965年11月。
22. 『新古今和歌集評釈 1』1966年7月。
23. 『新古今和歌集評釈 2』1966年10月。
24. 『新古今和歌集評釈 3』1967年2月。
25. 『古典評釈』1966年12月。
26. 『古典詩歌評釈』1967年6月。
27. 『現代語訳源氏物語 1』1967年10月。
28. 『現代語訳源氏物語 2』エラー: #time の呼び出しが多すぎます。。

- 別冊 『窪田空穂資料』1968-03。

### 記念論集
- 土岐善麿編集代表 編『日本文学論攷 窪田空穂先生喜寿記念論集』早稲田大学国文学会、1954-03。